# جون بي. بريسكوت
جون بي. بريسكوت (بالإنجليزية: John B. Prescott)‏ هو مهندس أسترالي، ولد في 22 أكتوبر 1940 في سيدني في أستراليا.

## وصلات خارجية
- جون بي. بريسكوت على موقع إن إن دي بي (الإنجليزية)